# King Von
King Von, pseudonimo di Dayvon Daquan Bennett, conosciuto anche con il nome di Grandson (Chicago, 9 agosto 1994 – Atlanta, 6 novembre 2020), è stato un rapper e criminale statunitense. Originario di Chicago, affiliato alla gang dei Black Disciples. Era  una figura preminente nel genere drill, nel quale è considerato tra i più grandi di sempre. 
Faceva parte, dal 2018, del collettivo di Lil Durk, la OTF (Only The Family Entertainment) e aveva firmato per l'Empire Distribution.
King Von acquisisce presto un’importante notorietà grazie ai brani Crazy Story e Took Her to the O, brano che raggiunge la quarantaquattresima posizione della Billboard Hot 100, e per l'album in studio Welcome to O'Block, anch'esso posizionatosi quinto nella Billboard 200.

## Biografia
King Von è nato a Chicago, in Illinois, aveva sei fratellastri da parte del padre, Walter “Silk” E. Bennett, e tre fratelli da parte della madre, Taesha che lo ha cresciuto dal momento che il rapporto con il padre era inconsistente a causa dell’incarcerazione. Il padre di Von venne successivamente a mancare quando il bambino aveva solo undici anni. Ha trascorso la maggior parte della sua vita nel quartiere di Parkway Gardens, nel 6400 Block (chiamato localmente “O'Block”), lo stesso complesso da cui provengono i colleghi rapper e amici d'infanzia Chief Keef e Lil Durk. 
A 13 anni iniziò a compiere le prime azioni illegali. All'età di 16 anni, Von venne arrestato la prima volta per rapina. Questo fu l'inizio di una lunga serie di problemi legali per il giovane, che acquisì, prima dell'avvento della carriera musicale, anche la nomea di "Hitman" divenendo presumibilmente il più importante shooter di O'Block, con molti presunti morti alle spalle e alcune indagini per omicidio a suo carico, mai portate a termine, ma che lo costrinsero anche alla reclusione per 3 anni. Infatti, a seguito di una sparatoria nel maggio 2014 che provocò la morte di Malcolm Stuckey e il ferimento di altri due uomini, Von venne accusato di omicidio e due tentati omicidi. Le accuse caddero nel 2017, quando venne rilasciato per mancanza di testimoni.
Ancora nel giugno 2019, King Von e Lil Durk Vennero arrestati con l'accusa di tentato omicidio, collegato ad una sparatoria ad Atlanta. Von insieme a Durk, apparvero davanti a un giudice in un'aula di tribunale della contea di Fulton per l'udienza; I pubblici ministeri affermarono che i due uomini avessero derubato e sparato a un uomo fuori da un popolare drive-in di Atlanta il 5 febbraio 2019. Dopo settimane di carcere, i due rapper vennero rilasciati su cauzione.Del rapper di Chicago non si sa esattamente quanti omicidi gli siano attribuiti, ma da fonti esterne é stato detto che King von avrebbe circa 11 omicidi a suo carico. Alcuni di questi omicidi più famosi, possiamo trovare la shooter di tookaville K. I, che dopo la morte di un suo caro amico (voci esterne dicono ucciso da kin von) ha aperto il fuoco all'O'block, possiamo continuare con FBG Duck, rapper famoso che dopo anni di dissing è morto nel 2020, sempre nello stesso anno lo shooter di Chigago affermò Che lui e Duck avessero fatto pace, ma di questo non ne siamo certi 
Nella scena rap era solito usare anche il suo soprannome "Grandson", nome ricevuto in carcere, in riferimento al suo essere simile nel modo di pensare e agire allo zio, il noto criminale David Barksdale, conosciuto come King Dave e fondatore della gang Black Disciples, da cui Von avrebbe quindi ereditato la volontà, appartenendo anche alla stessa gang.
Bennett aveva una relazione con la rapper texana Asian Doll , ma pare che i due avessero chiuso poco prima della sua morte. Bennett inoltre aveva tre figli, un maschio e due femmine, da tre donne diverse. 
Anche suo cugino, Calboy, è un rapper. 

## Carriera
Poco dopo avere firmato il contratto per l'etichetta Only the Family, il 1º agosto 2018 Von ha pubblicato il singolo Problems.
Il 6 dicembre 2018 è uscito Crazy Story, secondo singolo, e probabilmente il più emblematico pezzo dell'artista; il video per la canzone è stato pubblicato più tardi, l'11 dicembre 2018 e ha raggiunto, un successo importante in brevissimo tempo, ottenendo più di 20 milioni di visualizzazioni in poco più di un mese Seguono poi i singoli Cousins con JusBlow600 nel marzo 2019 e il 3 giugno 2019 il singolo "Ok Ok Ok" di Booka600 con King Von e Lil Durk.
Nel maggio del 2019 ha pubblicato il singolo Crazy Story 2.0 con Lil Durk, il video musicale è stato successivamente pubblicato il 20 maggio e ha raggiunto la quarta posizione nella classifica Bubbling Under Hot 100. Il 13 settembre 2019 è uscita poi una terza interpretazione del singolo, intitolato Crazy Story, Pt. 3 che riscuote ugualmente un ingente successo come i due brani precedenti.
Il 9 luglio 2019 Lil Durk e King Von hanno pubblicato un'altra collaborazione musicale intitolata Like That. 
Il 19 settembre 2019 Von ha pubblicato il suo album di esordio composto da 15 tracce, Grandson, Vol. 1. L'album ha esordito nella Billboard 200 e nella classifica Airplay riguardante le canzoni R&B/Hip-Hop.
Il 21 febbraio 2020 pubblica Took Her to the O, pezzo che diventerà il suo pezzo più famoso, e che inserirà nell'album Levon James, uscito il 6 marzo 2020, che ha raggiunto la posizione numero 63 della Billboard 200. Il 29 aprile 2020, pubblica poi il suo singolo Grandson for President, che ha avuto un buon successo in termini di popolarità. Ha seguito un video musicale per Broke Opps, una canzone dell'album.
Ha poi pubblicato il primo estratto di quello che sarà il suo primo album in studio, Welcome to O'Block, il singolo si intitola Why He Told ed è uscito il 27 luglio 2020, seguito da un altro singolo popolare, All These Niggas, con il rapper di Chicago Lil Durk, che ha raccolto oltre 40 milioni di visualizzazioni su YouTube prima della sua morte. Ha pubblicato poi un altro singolo molto sentito, intitolato How It Go, il 26 agosto 2020. Il 9 ottobre 2020, esce poi I Am What I Am, in collaborazione con il rapper newyorkese Fivio Foreign, un'uscita, questa, in previsione del suo album di debutto in studio, Welcome to O'Block, pubblicato il successivo 29 ottobre 2020. L'album ha 16 tracce con la produzione di Chopsquad DJ, Tay Keith, Wheezy e Hitmaka e include la collaborazione con Polo G in The Code, che è stata pubblicata con un video musicale.
Dopo la morte escono i video musicali di Wayne's Story, Armed & Dangerous, Mine Too e infine di Demon, pezzo che era il preferito di Von all'interno dell'album.
Il 24 dicembre 2020, Lil Durk ha pubblicato il suo album The Voice come tributo a King Von, che appare assieme al rapper sulla copertina dell'album che contiene il singolo Still Trappin, di cui Durk pubblica il video il giorno stesso.
Il 4 marzo 2022, il team di gestione di King Von pubblica il suo primo album postumo, What It Means to Be King, che riscuote un grosso successo arrivando primo nella Billboard 200 americana.
Escono poi i video musicali di due estratti del disco, infatti nello stesso mese viene pubblicato su youtube il video musicale di Too Real, e il successivo 9 agosto, giorno del suo compleanno, viene pubblicato il video di Get It Done
Il 23 giugno 2023 esce il brano postumo Robberies accompagnato da un video musicale; poi seguito dalla pubblicazione di un ulteriore brano il 6 Luglio, quale Heartless in featuring con Tee Grizzley, rapper di Detroit con cui Bennett aveva collaborato già in altri 4 brani precedenti.
I due brani sono singoli anticipatori del nuovo album, Grandson, annunciato il 30 Giugno 2023, a cui segue un terzo singolo Don't Miss di cui esce anche il video ufficiale in concomitanza con l'uscita dell'album; nel video Bennett appare in prima persona.
Il progetto contiene da 17 tracce featuring G Herbo, Lil Durk, Polo G, Moneybagg Yo, Hotboii, 42 Dugg, BreezyLyn, Tink. 
Bennett è considerato uno dei migliori artisti drill di Chicago, rapper dallo stile vario rispetto alla maggior parte degli altri esponenti del genere; trasmettendo testi incisivi e per la sua interpretazione, i giochi di parole e la scrittura di canzoni crude; per i quali è spesso elogiato dalla critica.
King Von durante la sua carriera ha citato diversi rapper come ispirazione del suo stile, artisti che ascoltava da adolescente, del calibro di Lil Wayne, Gucci Mane, Waka Flocka Flame e altri rapper di Chicago come Twista, Kanye West, G Herbo e Lil Durk.

## Morte
La notte fra il 5 e il 6 novembre 2020, King Von si trovava a esibirsi in un locale di Atlanta, l'Opium Nightclub, successivamente si è spostato con il suo entourage ad un altro famoso club chiamato "Monaco Hookah Lounge". All'esterno di questo, ha incontrato, poi assalito e percosso il rivale rapper Quando Rondo, con cui aveva dei rancori a causa di una presa di posizione di Quando a favore del rapper NBA Youngboy, nel beef di quest'ultimo con il rapper di Chicago. Timothy Leeks aka Lul Tim, amico di Quando Rondo, era seduto sul lato guidatore dell'auto che avevano utilizzato per recarsi al club, e assistendo alla scena del pestaggio è uscito dall'abitacolo per poi scaricare 5 colpi sul rapper di Chicago. King Von non possedeva un'arma per difendersi in quanto a seguito dell'accusa nel 2019 per tentato omicidio non poteva detenere armi da fuoco, pena l'incarcerazione in caso di flagranza. 
Slutty, membro di O'Block e amico di Von, sparò a sua volta a Lul Tim, senza riuscire ad ucciderlo, a causa dell'incepparsi della sua arma da fuoco al secondo colpo, egli venne poi ucciso da alcuni agenti che risposero al fuoco, un altro amico di Von venne ferito gravemente dagli stessi poliziotti, come il produttore stesso, ferito nella mischia, cercando di soccorrere il rapper di Chicago.
King Von è poi deceduto nella prima mattina in un ospedale vicino, all'etá di 26 anni. 
Il 15 novembre 2020, è stato sepolto nella sua città natale, Chicago.
Riconosciuto come uno dei migliori artisti del momento ed astro nascente della scena Drill di Chicago, viene ricordato e commemorato costantemente dalla sua città e dal suo quartiere, il quale gli ha dedicato un murales in King Drive, Parkway Gardens, meglio conosciuto come O'Block dove è cresciuto.

## Discografia

### Album in studio
- 2020 – Welcome to O'Block
- 2022 – What It Means to Be King
- 2023 – Grandson

### Mixtape
- 2019 – Grandson, Vol. 1
- 2020 – Levon James

### Singoli

#### Come artista principale
- 2018 – Beat That Body (feat. THF Bay Zoo)
- 2018 – Cousins (feat. JustBlow600)
- 2018 – Crazy Story
- 2019 – Crazy Story (Remix) (feat. Lil Durk)
- 2019 – Crazy Story, Pt. 3
- 2019 – No Flaws
- 2019 – 2 A.M.
- 2019 – Rolling (feat. YNW Melly)
- 2020 – Took Her to the O
- 2020 – Why He Told
- 2020 – All These Niggas (feat. Lil Durk)
- 2020 – How It Go
- 2020 – I Am What I Am (feat. Fivio Foreign)
- 2020 – Gleesh Place
- 2020 – The Code (feat. Polo G)
- 2020 – Lurkin (con Funkmaster Flex)
- 2021 – Jump (con Lil Durk e Booka600 feat. Memo600)
- 2021 – Hit Em Hard (con Offset, Trippie Redd, Kevin Gates e Lil Durk)
- 2022 – Don't Play That (feat. 21Savage)
- 2022 – War
- 2023 – Robberies
- 2023 – Heartless (feat. Tee Grizzley)
- 2023 – Don't Miss

#### Come artista ospite
- 2019 – Exposing Me (Memo600 x King Von)
- 2019 – Like That (Lil Durk feat. King Von)
- 2019 – Avatar (Lil Loaded feat. King Von)
- 2020 – Pressin (Sada Baby feat. King Von)
- 2020 – PICASSO (Sheff G feat. King Von)
- 2020 – Body Count (Mozzy feat. King Von, G Herbo)
- 2020 – Trap Daily (OBN Jay feat. King Von)
- 2020 – For a Fact (SimxSantana feat. King Von)
- 2020 – Dum Dum (Project Youngin feat. King Von)
- 2020 – Pull Up (Asian Doll feat. King Von)
- 2020 – Slide (Yak Yola feat. King Von)
- 2020 – Me and Doodie Lo (Doodie Lo, King Von & OTF)
- 2020 – Brand New (Calboy feat. King Von)
- 2020 – Lurkin' (Funk Flex x King Von)
- 2020 – Big Homie (OMB Peezy feat. King Von & Jackboy)
- 2020 – Drill RMX (Looney Babie feat. King Von)
- 2020 – Still Trappin' (Lil Durk feat. King Von)
- 2021 – Rose Gold (PnB Rock ft. King Von)
- 2021 – Hardaway (Yungeen Ace ft. King Von)
- 2021 – Nobody Move (Muwop ft. King Von)
- 2021 – Not Gone Play (Tee Grizzley ft. King Von)
- 2021 – Lurkin 2.0 (Funk Flex x King Von feat. Polo G)
- 2022 – Shameless (Bosstop feat. King Von)
- 2022 – 100 Brick (Lil Berete feat. King Von)
- 2023 – We Did It (OTF Boonie Moe feat. King Von)